# Médias au Cameroun
 (février 2020).
- Si vous ne connaissez pas le sujet, laissez ce bandeau (vous pouvez alors contacter les auteurs).
- Si vous supprimez le contenu mis en cause (vous pouvez préalablement contacter les auteurs),

argumentez précisément cette suppression dans la page de discussion
(un manque de référence n'est pas un argument ; une recherche réelle de référence doit avoir été effectuée, être formellement documentée).
Les médias au Cameroun sont représentés par la presse écrite publique et privée, la chaîne de télévision publique et les chaînes privées, des radios publiques, privées et internationales et internet.
En 2017, le classement mondial sur la liberté de la presse établi chaque année par Reporters sans frontières situe le Cameroun au 130e rang sur 180 pays et en 2020 au 134e rang sur 180. La presse écrite et les médias audiovisuels y sont florissants, mais sous la menace permanente d'une fermeture. L'accusation vague de « terrorisme » ouvre la voie aux arrestations arbitraires et pourrait conduire des journalistes devant les tribunaux militaires, selon une nouvelle loi anti-terroriste.

## Presse écrite
Le domaine de la presse écrite camerounaise est très fourni.
Les principaux titres de la presse écrite sont les suivants.

### Publique
La Société de presse et d'éditions du Cameroun (SOPECAM) édite le quotidien national bilingue Cameroon Tribune ainsi que  Cameroon Business Today, Week-end et Nyanga.
- Le Journal officiel de la république du Cameroun: journal d'annonce légale de publication des lois
- Le Cameroon Tribune (quotidien officiel national, bilingue français-anglais)
- Cameroon Business Today
- Weekend Sports et Loisirs
- Nyanga

### Privée
- Le Messager
- Le Patriote
- La République Presse
- L'Anecdote
- Mutations
- Opinions Chrétiennes
- EcoMatin www.ecomatin.net (Actualités économique et financière)
- La Voix Des Décideurs  ( Journal d'investigations, d'Analyses et d'Informations générales)
- La Nouvelle Expression
- Biencar Hebdo
- Africa Presse
- The Herald (anglais)
- The Post  (anglais)
- Le Popoli (journal satirique)
- La Voix du paysan
- La Nouvelle Tribune (hebdomadaire d'information économique et financière)
- Le Cameroun matin (hebdomadaire d'informations générales)
- Dikalo
- Ça Presse (Analyses et informations sur l'actualité camerounaise)
- Afrique 54 ( www.afrique54.net ) est un  média en ligne international d'informations multimédia en français et anglais
- Afrik-View (Média en ligne panafricain d'information et d'instruction)
- Indices
- Le Jour
- A5 NEWS ( Presse en ligne, L'info des 5 continents)
- L'Actu
- Bayamsellam, yaoundé
- L'œil du sahel
- Le soir
- Le quotidien L’Economie (l’information économique et financière).
- 100 pour 100 jeune
- Le détective
- Repères
- La Coopérative
- La Nouvelle
- Le Courrier
- Crises&solutions
- Le Bimensuel SOCIAL
- Emergence
- L'essentiel
- Le Témoin
- L'Opinion
- BMB Infos
- Expression Economique (Hebdomadaire)
- L'info à Chaud (quotidien d'informations générales)
- EcoFinances.Net

## Télévision

### Publique
- CRTV Télé
- CRTV News
- CRTV Sports
- CRTV Web
- PRC TV[4]

### Privée
Depuis la libéralisation du secteur de l'audiovisuel, les médias ne cessent de voir le jour au Cameroun. S'il est difficile de faire un décompte exhaustif du nombre de médias audiovisuels, il convient tout de même de faire observer que le pays compte 110 radios, près de 40 chaînes de télévision. Tous les médias audiovisuels camerounais ne disposent pas de licences d'exploitation à jour et fonctionnent par conséquent sous le régime de la tolérance administrative. 
- Équinoxe Télévision, Douala
- ABK TV, Douala
- VISIO TV, Douala
- Canal24 télévision Yaoundé TSINGA
- BOOM TV  (STV GROUP), Douala
- STV 1 (Spectrum TV 1), Douala
- STV 2 (Spectrum TV 2), Douala
- Canal 2 International
- Ariane TV, Yaoundé
- TV Max (il faut préciser qu’en 1999, cette une chaîne de câblodistribution émettait déjà dans la ville de Douala. C'était bien avant la signature du décret du No 158/2000 du 3 avril 2000 fixant les conditions et les modalités de création et d’exploitation des entreprises de communication audiovisuelle au Cameroun)[6].
- NAJA TV, Yaoundé
- DBS TV, Douala
- Vision 4 TV, Yaoundé
- New TV,
- africa TV,
- L.T.M TV, Douala. La télévision dirigée par Marthe Ngo Mouaha a commencé à émettre en 2009[7].
- Zebra Network
- SAMBA TV
- T.L
- CAMNEWS24, Douala
- Z-Channelt
- CANAL2 INFO
- NATION TV
- GLOBAL TV
- TEAM TV DOUALA
- Canal de vie
- AFRIQUE MEDIA (la chaine panafricaine)
- Golden House
- Vision 4
- SHOW TV DSCHANG
- SHOW TV BOKITO
- REGARD'AFRIK TV (Chaîne panafricaine d'informations générales)
- REPENTANCE TV (chaîne d'education  chretienne pour la conversion)

## Radio

### Publique
Le Cameroun compte plusieurs chaînes de radio publiques qui constituent la branche Radio de l'office national de radio et télévision, en abrégé CRTV . Ces chaînes sont : 
- le poste national, émettant depuis Yaoundé,
- les dix chaînes de radio provinciales,
- les chaînes commerciales : FM 94 (Yaoundé) , FM Suellaba connu précédemment sous le nom de FM 105 (Douala) , FM Mont Cameroun (Buea), FM Pouala (Bafoussam)

### Privée
Plusieurs chaines de radio privées camerounaises émettent sur le territoire national.
- Radio Culture FM (Eséka)
- ABK RADIO (89.9fm)
- Radio Jeunesse : chaine de radio de l'archidiocèse de Yaoundé
- Royal FM Yaoundé
- [RTS (radio Tiemeni Siantou)
- Magic FM, Yaoundé
- Cauris fm 99.0 Mhz
- TBC, Yaoundé
- Radio Venus, Yaoundé
- Radio Environnement, Yaoundé
- Radio Lumière, Yaoundé
- Sky One radio, Yaoundé
- Radio Bonne Nouvelle, Yaoundé
- Radio Bonne Nouvelle, Bafoussam
- Radio Bonne Nouvelle, Douala
- Radio Anaba, Yaoundé
- Radio Bonne Nouvelle, Ngaoundéré
- Radio Bonne Nouvelle, Bertoua (en cours de création)
- Moov radio, Yaoundé
- [Radio Équinoxe], Douala
- Sweet FM (88.7), Douala
- Ell FM (104.2), Douala
- Radio Audace (106.8), Douala
- Kiss  FM (106.0), Yaoundé
- Radio Nostalgie (aujourd'hui 96FM), Douala
- Amplitude FM (103.3), Yaoundé
- RTM Radio (Real Time Music), Douala
- Radio Veritas, Douala
- FM Medumba, Bangangté
- Radio Yemba, Dschang
- radio nghie-lah (104.25), Dschang
- Radio Radio Batcham, Bafoussam, Star
- Radio Salaaman, Garoua
- Radio Fotouni, Fotouni
- Radio Oku, Oku
- Radio Lolodorf, Lolodorf
- Satellite FM (96.5), Yaoundé
- Radio Equatoriale, Sangmélima
- Radio Casmando Douala
- Hit Radio Douala
- Radio Balafon (90.2), Douala
- Metoun FM, Abong-Mbang
- Radio Aurore, Bertoua
- Radio Soleil (95.0), Douala
- Radio Dynamic FM (103.9), Douala
- Nkongsamba FM, 96.2 l'Echo des Montagnes, Nkongsamba
- Radio Vie Nouvelle, FM, 107.8 la fréquence de vie
- Radio Solution FM, 100.5
- Radio Voix des Montagnes FM (106.1), Bafoussam
- Ell' FM, Douala /104.2 (thématique au féminin)    Bali rue des manguiers.
- Radio BANGANG Emergent (99.5 FM) BAMBOUTOS arrondissement BATCHAM
- Radio BATCHAM (96.7 FM) BAMBOUTOS arrondissement BATCHAM
- Radio METANOIA (90.8 FM),yaoundé (chaîne 100% chretienne)
- Radio Estuaire (95.0 FM), Douala.

### Internationale
- BBC World Service : Radio internationale britannique (anglais, décrochage en français)
- RFI : Radio internationale française (français, décrochages en anglais et en espagnol)

Par ailleurs, le Cameroun est desservi par le bouquet satellite de Canal+ Horizons.

## Internet
Sur Internet, on distingue des webzine (c'est-à-dire des journaux qui existent uniquement sur Internet) des journaux en ligne. Au-delà de la présence en ligne, plusieurs de ces journaux développent des activités économiques qui contribuent indéniablement au développement de l'économie numérique des médias : positionnement et vente de contenus en ligne, politique discriminatoire de prix, etc. Plusieurs modèles socio-économiques structurent de nos jours l'économie numérique. Même les médias classiques (radio, télévision, presse écrite) optent pour la migration en ligne.  
Les principaux titres de la presse Internet sont:
- Cameroun Liberty (journal généraliste)
- [Le courrier du cameroun] site d'informations générales
- ecofinances.net  (journal d'informations économiques et financières sur le web)
- Projecteur Magazine (webzine consacré à la valorisation des acteurs et des initiatives qui font bouger l'économie)
- Journal du Cameroun (journal indépendant en ligne, de référence)[10]
- Cameroon Magazine (actualité camerounaise en continu)
- Cameroon news (actualité camerounaise, africaine et internationale)
- Cameroon News Today-CNT  Toute l'actualité du Cameroun en langue anglaise]
- Lebledparle.com (Premier média d'actualité au Cameroun)
- Le quatrième pouvoir (site d'actualité en temps réel)
- Actuquo.com (Toute l'actualité au quotidien)
- Lattaquant.com (Actualité sport - foot Cameroun et Afrique)
- ebenemagazine.com (Actualité africaine et internationale)
- 237actu.com (Découvez notre passion pour l'actualité, la vraie)
- lemessager.net (Site Internet du premier quotidien privé du Cameroun)
- Camerounweb.com (site d'informations indépendant)
- camer-press.com (site d'informations générales)
- Saimondy Actualités (analyses et décryptages de l'actualité mondiale)
- camer-info.com (Informer est notre devoir)
- Ça Presse (Analyses et informations)
- lecamerounaisinfo.com (Site citoyen camerounais pour les Camerounais du Cameroun et de la Diaspora)
- footcameroun.com(site d'actualité sur le football camerounais)
- Logistiqueconseil.org (Portail d'informations sur le transport et la logistique au Cameroun)
- Monayah.org (Encyclopédie du Cameroun en ligne)
- Camerounlink.com (Portail complet du Cameroun. actualité quotidienne)
- Cameroun-info.net (Portail d'informations générales sur le Cameroun)
- Africapresse.com  (Portail d'actualité et d'informations dédié au Cameroun)
- camer.be  Site Internet d'informations générales sur le Cameroun.
- Cameroun-online.com (Portail d'information sur le Cameroun)
- Camlions.com  (Site des Lions indomptables du Cameroun - Toutes disciplines sportives)
- AJAFE Network (Le portail de l'environnement et du développement durable au Cameroun et en Afrique)
- Camfoot.com  (Informations sportives - Football)
- mboaconnect.com (Portail d'informations sur le Cameroun et en Afrique)
- camer-sport.be  Site Internet d'informations sportives.
- Camerfeeling.fr (Portail d'informations culturelles sur le Cameroun. Musique - Littérature)
- 237online.com (L'ouverture sur le Cameroun, Portail d'informations  sur le Cameroun)
- cameroun24.net (Portail et Actualité en temps réel sur le Cameroun, l'Afrique et monde)
- Ka-media (Les nouvelles du Cameroun)
- Camerounexpress.com (journal généraliste d'analyses, de reportages, de débats sur le Cameroun et sa diaspora)
- madeinmboa.net(culture urbaine du Cameroun et partout ailleurs en Afrique. Made in MBOA, la plateforme d'informations.)
- Cameroonnewsagency.com (Actualité du Cameroun)
- Afriknews7.com (Les Informations d'Afrique et du monde)
- afrik-view.com (Un regard différent sur l'Afrique, média d'information et d'instruction)
- Camerfoot-infos (Média en ligne de l'actualité du football camerounais camerfoot-infos.com)
- lacooperative.cm (site d'informations professionnelles du titre de presse "La Coopérative" dédié à la profession comptable-matières et à l'entrepreneuriat coopératif)
- News237.info L'actualité en direct et dans le monde entier. L'économie, la politique, la société, le sports, les peoples, etc.
- Médiatude (Site d'information en continu sur l'actualité et l'offre des médias au Cameroun et ailleurs)
- Projecteur Magazine (webzine consacré à la valorisation des acteurs et des initiatives qui font bouger l'économie)

- Cameroon CEO

- Camfaith.org (site web d'actualités chrétiennes)
- Infocameroun.com(site d'informations generales sur le Cameroun et le monde)